# Tweede divisie (mannenhandbal) 2021/22
De tweede divisie is de op twee na hoogste afdeling van het Nederlandse handbal bij de heren op landelijk niveau. De tweede divisie bestaat uit twee gelijkwaardige onafhankelijke groepen/competities (A en B), elk bestaande uit twaalf teams met een eigen kampioen en degradanten.

## Opzet
- De twee kampioenen promoveren rechtstreeks naar de eerste divisie (mits er niet al een hogere ploeg van dezelfde vereniging in de eerste divisie speelt).
- De nummer elf en twaalf degraderen rechtstreeks naar de hoofdklasse.

Er promoveren dus 2 ploegen, en er degraderen 6 (gelijk aan het aantal hoofdklassen bij de heren plus twee extra) ploegen.

## Tweede divisie A

### Teams
| Ploeg                         | Plaats      | Provincie     |
| ----------------------------- | ----------- | ------------- |
| Atomium '61                   | Rotterdam   | Zuid-Holland  |
| DIOS                          | Den Hoorn   | Zuid-Holland  |
| Feyenoord Handbal 2           | Rotterdam   | Zuid-Holland  |
| Groene Ster                   | Zevenbergen | Noord-Brabant |
| Hellas 3                      | Den Haag    | Zuid-Holland  |
| HVOS                          | Spijkenisse | Zuid-Holland  |
| U.S.                          | Amsterdam   | Noord-Holland |
| Van Tiel/Ventura              | Schiedam    | Zuid-Holland  |
| KRAS/Volendam 3               | Volendam    | Noord-Holland |
| Quintes/VVW                   | Wervershoof | Noord-Holland |
| B&B Healthcare/WHC-Hercules 2 | Den Haag    | Zuid-Holland  |
| WPK/Westlandia                | Naaldwijk   | Zuid-Holland  |

### Stand
| Pos | Club                          | Wed | W  | G | V  | Ptn | DV  | DT  | +/−  | Opmerking                    |
| --- | ----------------------------- | --- | -- | - | -- | --- | --- | --- | ---- | ---------------------------- |
| 1   | Atomium '61                   | 22  | 17 | 1 | 4  | 35  | 692 | 616 | +76  | Promotie naar eerste divisie |
| 2   | Van Tiel/Ventura              | 22  | 15 | 2 | 5  | 32  | 610 | 506 | +104 |                              |
| 3   | Hellas 3                      | 22  | 15 | 2 | 5  | 32  | 651 | 568 | +83  |                              |
| 4   | Groene Ster                   | 22  | 11 | 1 | 10 | 23  | 653 | 632 | +21  |                              |
| 5   | Quintes/VVW                   | 21  | 10 | 2 | 9  | 22  | 599 | 561 | +38  |                              |
| 6   | U.S.                          | 21  | 10 | 1 | 10 | 21  | 565 | 552 | +13  |                              |
| 7   | HVOS                          | 22  | 9  | 3 | 10 | 21  | 559 | 557 | +2   |                              |
| 8   | KRAS/Volendam 3               | 22  | 10 | 0 | 12 | 20  | 622 | 632 | -10  |                              |
| 9   | B&B Healthcare/WHC-Hercules 2 | 22  | 8  | 0 | 14 | 16  | 587 | 709 | -122 |                              |
| 10  | WPK/Westlandia                | 22  | 7  | 1 | 14 | 15  | 599 | 660 | -61  |                              |
| 11  | Feyenoord Handbal 2           | 22  | 7  | 1 | 14 | 15  | 582 | 649 | -67  | Degradeert naar hoofdklasse  |
| 12  | DIOS                          | 22  | 5  | 0 | 17 | 10  | 493 | 570 | -77  | Degradeert naar hoofdklasse  |

## Tweede divisie B

### Teams
| Ploeg                  | Plaats            | Provincie     |
| ---------------------- | ----------------- | ------------- |
| AHV Achilles           | Apeldoorn         | Gelderland    |
| D.O.S.                 | Emmer-Compascuum  | Drenthe       |
| Habo '95               | Boekel            | Noord-Brabant |
| Havas 2                | Almere            | Flevoland     |
| JD Techniek/Hurry-Up 2 | Zwartemeer        | Drenthe       |
| H.V.C.                 | Barger-Compascuum | Drenthe       |
| Rapiditas              | Weert             | Limburg       |
| Reehorst               | Ede               | Gelderland    |
| Udi 1896               | Arnhem            | Gelderland    |
| UGHV                   | Ulft              | Gelderland    |
| Vios                   | Heythuysen        | Limburg       |

### Stand
| Pos | Club                   | Wed | W  | G | V  | Ptn | DV  | DT  | +/−  | Opmerking                    |
| --- | ---------------------- | --- | -- | - | -- | --- | --- | --- | ---- | ---------------------------- |
| 1   | Rapiditas              | 20  | 16 | 1 | 3  | 33  | 519 | 424 | +95  | Promotie naar eerste divisie |
| 2   | JD Techniek/Hurry-Up 2 | 17  | 11 | 1 | 5  | 23  | 472 | 406 | +66  |                              |
| 3   | Habo '95               | 19  | 11 | 1 | 7  | 23  | 465 | 418 | +47  |                              |
| 4   | Vios                   | 19  | 10 | 3 | 6  | 23  | 495 | 456 | +39  |                              |
| 5   | Reehorst               | 19  | 10 | 1 | 8  | 21  | 498 | 476 | +22  |                              |
| 6   | Udi 1896               | 18  | 7  | 2 | 9  | 16  | 444 | 476 | -32  |                              |
| 7   | Havas 2                | 20  | 6  | 4 | 10 | 16  | 492 | 521 | -29  |                              |
| 8   | AHV Achilles           | 16  | 7  | 1 | 8  | 15  | 402 | 365 | 37   |                              |
| 9   | D.O.S.                 | 17  | 6  | 0 | 11 | 12  | 370 | 441 | -71  |                              |
| 10  | H.V.C.                 | 20  | 4  | 4 | 12 | 12  | 478 | 543 | -65  | Degradeert naar hoofdklasse  |
| 11  | UGHV                   | 19  | 5  | 0 | 14 | 10  | 432 | 541 | -109 | Degradeert naar hoofdklasse  |